# لا کارلینا

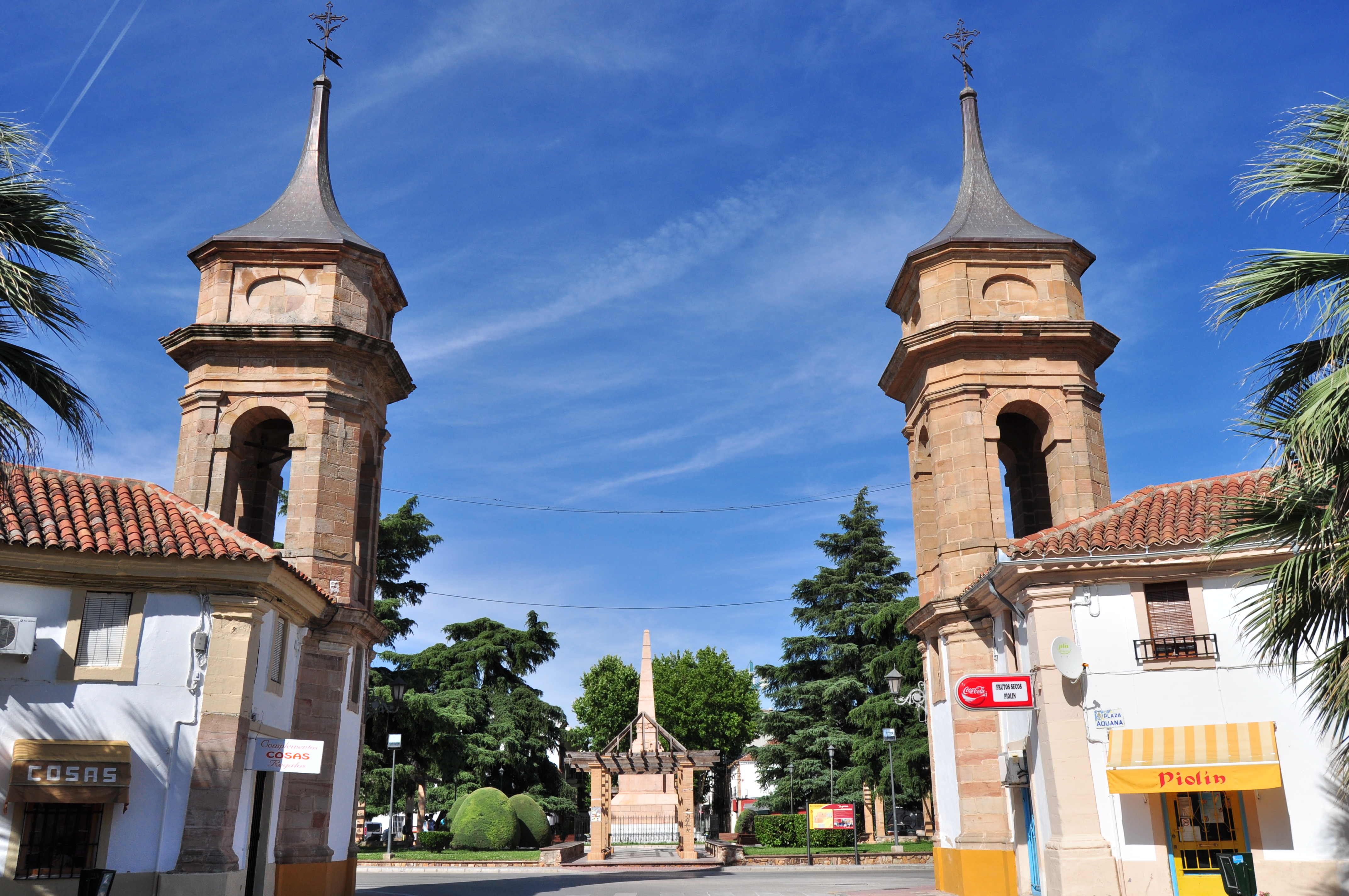
تصویری از لا کارلینا

لا کارُلینا (به اسپانیایی: La Carolina) یکی از دهستان‌های استان خائن در کشور اسپانیا است. این شهر با مساحت ۲۰۱ کیلومتر مربع، ۱۵۹۴۵ تن جمعیت دارد.